# Дівчина і Гранд
«Дівчина і Гранд» (рос. «Девушка и Гранд») — російський радянський повнометражний кольоровий широкоформатний художній фільм-мелодрама, поставлений на Кіностудії «Ленфільм» в 1981 році режисером Віктором Садовським.
Прем'єра фільму в СРСР відбулася червні 1982 року.

## Зміст
Марина працює в стайні й доглядає за породистим скакуном Грандом. Вона доглядає його після того, як він був на волосину від загибелі. Дівчина мріє брати участь у перегонах і після багатьох пригод вона домагається свого та завойовує разом зі своїм улюбленцем престижний кубок.

## Ролі
- Марина Дюжева — Марина Кошева
- Аристарх Ліванов — Гусаров
- Віктор Євграфов — Полунін
- Ернст Романов — Андрій Андрійович, головний тренер
- Ніна Ургант — матір Марини
- Олег Жаков — конюх Петрович
- Микола Скоробогатов — Микола Васильович, директор Березовського конезаводу
- Світлана Колишева — Наташа
- Олександр Дем'яненко — Трубників, новий директор
- Микола Крюков — Іван Никонович, директор іподрому
- Микола Лавров — Майкл Сміт
- Микола Озеров — спортивний коментатор

## В епізодах
- Петро Шелохонов — керівник делегації
- Володимир Максимов — Петро Максимович
- А. Євдокимов — епізод
- Галина Сабурова — дама з «мочалкою» на голові
- Олексій Кожевников — аукціоніст
- О. Россихін — епізод
- Є. Пономарьов — епізод
- У титрах не вказані:
- Юрій Стоянов — журналіст
- Йосип Конопацький — уболівальник
- Георгій Куровський — старий бізнесмен у великій кепці на трибуні
- Борис Соколов — конюх

## Знімальна група
- Автори сценарію — Валентин Єжов, Віктор Садовський
- Постановка — Віктора Садовського
- Головний оператор — Віктор Карасьов
- Головний художник — Борис Бурмістров
- Композитор — Олександр Журбін
- Текст пісні — Ігоря Шаферана
- Звукооператор — Геннадій Корхова
- Редактор — Юрій Медведєв
- Режисер — Н. Окунцова
- Оператори — Костянтин Соловйов, В. Федоров
- Монтажер — Н. Іванова
- Художник по костюмах — Валентина Жук
- Художники-декоратори — Олексій Шкеле, Л. Смєлова
- Художник-фотограф — А. Загер
- Комбіновані зйомки:
  - Оператор — Ю. Дудов
  - Художник — А. Александров
- Головні консультанти — А. Колесов, Л. Кузнецьов
- Консультанти — В. Мішин, А. Пономарьов
- Асистенти:
  - Режисера — Ю. Сєров, В. Садовніков
  - Оператора — В. Коган, С. Садовський
  - З монтажу — Н. Бурмістрова
- Адміністративна група — Д. Халютін, Н. Коломієць, А. Ревенко
- Директор картини — Анатолій Шехтман

## Нагороди
- Дипломи журі фільму та В.Садовський на XV ВКФ (1982).
- Бронзова медаль фільму і приз «За найкращу жіночу роль» М.Дюжевої на IX ВКФ спортивних фільмів (1983).